# انتقادات ضد جورج بوش الابن

مستويات التأييد والانتقاد الشعبي للرئيس الأمريكي جورج بوش، بالأحمر تظهر نسبة عدم الرضاء وبالأزرق تظهر نسبة الرضاء وبالأخضر نسبة المحايدة.

تلقى الرئيس الأمريكي الثالث والأربعون، جورج دبليو بوش العديد من الانتقادات المحلية والدولية منذ انتخابه في عام 2000. انخفض مستوى التأييد الشعبي له من 90% (الأعلى إطلاقا سجلتها مؤسسة غالوب) مباشرة بعد هجمات 11 سبتمبر 2001 إلى 26% (في اقتراع نيوزويك في يونيو 2007)، وهي أدنى نسبة يسجلها رئيس في 35 سنة، بعد اللاشعبية لريتشارد نيكسون بعد فضيحة ووترغيت واستقالته اللاحقة. وفي استطلاع لهيئة الإذاعة الوطنية/وول ستريت جونرال أخذ أيضًا في يونيو 2007، أشار إلى أن 19% فقط من المشاركين يعتقدون أن البلاد تسير في الاتجاه الصحيح، وهي النسبة الأدنى منذ 15 سنة.